# (2979) Murmansk
(2979) Murmansk est un astéroïde de la ceinture principale.

## Description
(2979) Murmansk est un astéroïde de la ceinture principale. Il fut découvert le 2 octobre 1978 à Naoutchnyï par Lioudmila Jouravliova. Il présente une orbite caractérisée par un demi-grand axe de 3,12 UA, une excentricité de 0,16 et une inclinaison de 11,4° par rapport à l'écliptique.

## Nom
L'astéroïde a été nommé en l'honneur de Mourmansk, ville de Russie, et célèbre port maritime de l'Arctique. Mourmansk est la plus grande ville au monde au nord du cercle Arctique, et vit principalement de l'exploitation du gaz de la mer de Barents et des activités portuaires, son port a la propriété, rare en Russie arctique, d'être libre de glaces tout l'hiver.

## Compléments

## Littérature
- Мурманск, малая планета // Кольская энциклопедия. В 5-и т. Т. 3. Л — О / Гл. ред. В. П. Петров. — Мурманск : РУСМА (ИП Глухов А. Б.), 2013. — 477 с. : ил., портр.